# Cantone di Joué-lès-Tours
Il Cantone di Joué-lès-Tours è una divisione amministrativa dell'Arrondissement di Tours.
È stato costituito a seguito della riforma approvata con decreto del 18 febbraio 2014, che ha avuto attuazione dopo le elezioni dipartimentali del 2015.

## Composizione
Comprende il solo comune di Joué-lès-Tours.